# The Lizzie McGuire Movie (саундтрек)
Кіно про Ліззі Макгвайр: Саундтреки (англ. The Lizzie McGuire Movie soundtrack) — альбом саундтреків до фільму «Кіно про Ліззі Макгвайр». У США вийшов 22 квітня 2003. Саундтреки поділені на два диски: один із піснями, другий — із музикою.

## Кіно про Ліззі Макгвайр: Пісні
«Кіно про Ліззі Макгвайр: Пісні» (англ. The Lizzie McGuire Movie) — альбом саундтреків із піснями, які використовувались у фільмі «Кіно про Ліззі Макгвайр». В США альбом вийшов 22 квітня 2003. Альбом містить дві пісні у виконанні Гейлі Дафф: «What Dreams Are Made Of» та «Girl in the Band». Сингл «Why Not» виконаний Гіларі Дафф і входить до її студійного альбому «Metamorphosis» (2003). Альбом отримав дві платинові сертифікації від американської компанії RIAA, продаючи по США понад 2,000,000 копій. У Канаді платівка отримала платинову сертифікацію від канадської компанії CRIA, продаючи понад 100,000 копій на території Канади.

### Список пісень
1. «Why Not» — Гіларі Дафф
2. «The Tide Is High» — Atomic Kitten (Ліз МакКларнон[en], Наташа Гамільтон[en] і Керрі Катона)
3. «All Around the World» — Cooler Kids
4. «What Dreams Are Made Of» (баладна версія) — Пауло & Ізабелла (Гіларі Дафф & Yani Gellman)
5. «Shining Star» — Jump5
6. «Volare» — Vitamin C
7. «Open Your Eyes (to Love)» — LMNT
8. «You Make Me Feel like a Star» (мікс Ліззі Макгвайр) — The Beu Sisters
9. «Supermodel (You Better Work)» — Тейлор Дейн
10. «What Dreams Are Made Of» — Ліззі Макгвайр (Гіларі Дафф)
11. «On an Evening in Roma» — Dean Martin
12. «Girl in the Band» — Гейлі Дафф
13. Набір оркестру на «Кіно про Ліззі Макгвайр» (score)
14. «Why Not» (McMix) — Гіларі Дафф

### Чарти
| Чарт (2003)             | Місце |
| ----------------------- | ----- |
| Australian Albums Chart | 6     |
| Canadian Albums Chart   | 8     |

| Чарт (2004)                    | Місце |
| ------------------------------ | ----- |
| U.S. Billboard 200             | 6     |
| U.S. Billboard Top Kid Audio   | 4     |
| U.S. Billboard Top Soundtracks | 1     |

### Продажі
| Країна        | Сертифікація (таблиця продажів та сертифікатів) | Продажі    |
| ------------- | ----------------------------------------------- | ---------- |
| Канада (CRIA) | Платина                                         | +100,000   |
| США (RIAA)    | 2× Платина                                      | +2,000,000 |

## Кіно про Ліззі Макгвайр: Музика
Кіно про Ліззі Макгвайр: Музика (англ. The Lizzie McGuire Movie: Original Score) — альбом саундтреків із музикою, яка використовувалась у фільмі «Кіно про Ліззі Макгвайр». Композитор Кліфф Ейдельман.

### Список музики
1. «Lizzie's theme»
2. «Romancing Lizzie»
3. «Meet Miss Ungermeyer»
4. «Graduation Day»
5. «Lizzie Embarrassment»
6. «Tearful Goodbyes»
7. «Lift Off»
8. «Paolo's Plight»
9. «Dash to the Hotel»
10. «The Billboard»
11. «The Adventure Begins»
12. «Gordo to the Rescue»
13. «Main Title — Operation Sister Surveillance»
14. «Romancing Rome (Street Music)»
15. «The Plan»
16. «Slow Curve»
17. «Cliff's Mod Odyssey»
18. «Very Pleas, Lizzie Sneaks»
19. «Matt Odd Isabella»
20. «Lizzie Takes a Stand»
21. «Gordo Spots Isabella»
22. «Lizzie Laments, Room Check»
23. «The Truth About Paolo»
24. «Lizzie and Isabella Take a Bow»
25. «The Kiss»
26. Набір оркестру на «Кіно про Ліззі Макгвайр»